# Crepis turcomanica
Crepis turcomanica là một loài thực vật có hoa trong họ Cúc. Loài này được Krasch. mô tả khoa học đầu tiên năm 1933.